# Helmut Kruhl
Helmut Kruhl (* 29. April 1928 in Wilhelmshaven; † 9. September 2011 ebenda) war ein deutscher Fußballspieler.

## Karriere
Der vielseitig einsetzbare Linksaußen wechselte im Sommer 1953 vom TSR Olympia Wilhelmshaven zu Hannover 96. Die von Helmut Kronsbein (1914–1991) trainierte Mannschaft belegte am Saisonende den ersten Platz in der Oberliga Nord, der zur Teilnahme an der deutschen Meisterschaft berechtigte. Kruhl hatte bis dato 17 Saisonspiele bestritten, in denen er 5 Tore schoss. Bei der Endrunde um die deutsche Meisterschaft wurde er sowohl im ersten Vorrundenspiel gegen den Berliner SV 92 (2:1) als auch im zweiten Spiel gegen den VfB Stuttgart (3:1) eingesetzt. Zum 5:1-Finalsieg gegen den Titelverteidiger 1. FC Kaiserslautern steuerte Kruhl durch einen Kopfball aus acht Metern in der 80. Minute das zwischenzeitliche 4:1 bei.
Im Sommer 1954 verließ Kruhl nach nur einer Saison die niedersächsische Landeshauptstadt und kehrte zu seinem Heimatverein TSR Olympia Wilhelmshaven zurück. Noch 1958 kam er für den Verein in der Amateur-Oberliga zum Einsatz.
Ende September 2011 gab Hannover 96 den Tod Kruhls bekannt; er war wenige Wochen zuvor im Alter von 83 Jahren gestorben.